# 1935-ös magyar teniszbajnokság
Az 1935-ös magyar teniszbajnokság a harminchetedik magyar bajnokság volt. A bajnokságot augusztus 21. és 30. között rendezték meg Budapesten, a MAFC Bertalan utcai tenisztelepén.

## Eredmények
| Versenyszám  | Arany                                  | Arany | Ezüst                                              | Ezüst | Bronz | Bronz |
| ------------ | -------------------------------------- | ----- | -------------------------------------------------- | ----- | --- | ----- |
| Férfi egyéni | Szigeti Ottó MAC                       |       | Gábori Emil Újpesti TE                             |       | vitéz Bánó Lehel BBTEStraub Elek BSzKRt SE                                                                     |       |
| Női egyéni   | Sass Márta BBTE                        |       | Sárkány Lili BBTE                                  |       | dr. Schréder Lászlóné BLKEBaumgarten Magda Újpesti TE                                                          |       |
| Férfi páros  | Ferenczy Emil, Friedrich Tibor MAFC    |       | Szigeti Ottó, Pető Béla MAC                        |       | Balázs Zsigmond, Straub János BEACDallos György, Dallos Béla MAC                                               |       |
| Női páros    | Sass Márta, Sárkány Lili BBTE          |       | dr. Schréder Lászlóné, dr. Paksy Józsefné BLKE     |       | báró Piret de Bihain Antalné, Mattyasovszky-Lates Csilla BBTE, BEACBaumgarten Magda, Musitz Lajosné Újpesti TE |       |
| Vegyes páros | Friedrich Tibor, Sass Márta MAFC, BBTE |       | Balázs Zsigmond, Baumgarten Magda BEAC, Újpesti TE |       | Ferenczy Emil, dr. Paksy Józsefné MAFC, BLKEgróf Zichy Imre, dr. Schréder Lászlóné MAC, BLKE                   |       |